# ARC (处理器)
Argonaut RISC Core（简称：ARC）是一系列由ARC International（Virage Logic于 2009 年收购了 ARC International，并于 2010 年将其出售给新思科技）最初设计的 32 位和 64 位精简指令集计算机（RISC）中央处理器（CPU）。
ARC 处理器具有可配置和可扩展的特性，广泛适用于系统级芯片（SoC）设备，包括智能手机、物联网设备、数字相机等嵌入式系统。已有超过 200 家机构获得其授权，每年出货量超过 10亿件产品。
ARC 处理器采用32/64 位 ARCv2 和 ARCv3 指令集架构 （ISA）的处理器，为嵌入式和主机 SoC 应用提供了良好的性能和代码密度。